# Lethrus majusculus
Lethrus majusculus är en skalbaggsart som beskrevs av Semenov 1899. Lethrus majusculus ingår i släktet Lethrus och familjen tordyvlar. Inga underarter finns listade i Catalogue of Life.